# I'll be there (AAAの曲)
「I'll be there」（アイル ビー ゼア）はAAAの43枚目のシングル。2015年1月28日にavex traxから発売された。

## 概要
- 前作「さよならの前に」から約4ヶ月ぶりの発売となる。
- 浦田からの歌い出し。
- CD盤、ミュージックカード盤の2形態で発売。DVD盤は発売しない。
- CD盤には世界初となる「AR技術による3Dキャプチャードール」が封入される。
- mu-mo盤ではLIVE応募チケット付き。7ヶ月連続シングルリリース企画で全シングル買うと9/13・14に行われる『AAA10周年スペシャルLIVEイベント』へ参加出来るLIVE応募チケット付き。
- 2015年9月のデビュー10周年に向かって、10周年イヤーを飾る7ヶ月連続シングルリリース企画の第1弾でアップテンポナンバー[1]。
- 7ヶ月連続シングルリリース企画の対象となっている、第1弾の43rdシングル「I'll be there」から第7弾の49thシングル「LOVER」のジャケットを全て並べるとATTACK ALL AROUND（アタック・オール・アラウンド）の文字が出てくる仕掛けとなっている。CDの帯も同様な仕掛けがある。

## 収録曲

### CD
1. I' ll be there [3:30]
(作詞：Mio Aoyama / Rap詞：Mitsuhiro Hidaka / 作曲：M.I,Shun Kusakawa,Kohei Yokono / 編曲:ats-）
2. I' ll be there (Instrumental) [3:27]

### ミュージック・カード
1. I' ll be there